# スーダングラス
スーダングラスまたはスーダンモロコシ（学名: Sorghum × drummondi）は、飼料や穀物として用いられる雑種に由来するイネ科の1年草である。東アフリカの熱帯、亜熱帯地域に自生する。南ヨーロッパ、南アメリカ、中央アメリカ、北アメリカ、南アジアでは飼料や被覆作物として栽培される。栽培種のモロコシ（S. bicolor）と野生種のS. arundinaceumの雑種である。元々はスーダンで発見され、アメリカで導入、品種改良が進められた。乾物生産性に優れ、耐干性、再生力が高い。